# NGC 7048
NGC 7048 هي مجرة تتبع كوكبة الدجاجة. اكتشفها إدوارد ستيفان في 19 أكتوبر 1878.

## روابط خارجية
- NGC 7048 على موقع ويكي سكاي: DSS2, SDSS, GALEX, IRAS, Hydrogen α, X-Ray, Astrophoto, Sky Map, Articles and images